# Kingsville, Missouri
Kingsville är en ort i Johnson County i delstaten Missouri, USA.